# Extrasístole
Una extrasístole ventricular o contracción ventricular prematura es uno de los trastornos del ritmo cardíaco y consiste en un latido adelantado respecto a la frecuencia cardíaca normal del individuo. En el individuo se percibe como un salto o vuelco en los latidos o palpitaciones. En estos casos, la despolarización del músculo cardíaco comienza en el ventrículo en vez de su lugar usual, el nodo sinusal. 

## Mecanismo de origen
La génesis de las extrasístoles es desconocida. No se sabe a ciencia cierta por qué se originan, existen aproximaciones teóricas para explicar el mecanismo y el origen: trastornos electrolíticos orgánicos: alteraciones de los iones sodio/potasio/calcio/magnesio; focos ectópicos; trastornos circulatorios locales: trastornos de la conducción; alteraciones orgánicas: zonas de recaptación tardía, lesiones del músculo cardíaco, hipertrofia ventricular izquierda, mecanismos de reentrada alterados con bloqueos unidireccionales; también pueden producirse por alteraciones en los neurotransmisores monoamínicos (catecolaminas), etcétera. Todas estas alteraciones modifican la cadencia del latido y por tanto surge la arritmia (no sólo extrasistólica).

## Categorías
Existen varios tipos de extrasístoles y las clasificaciones varían según criterios electrocardiográficos, fisiológicos o paramétricos (parámetros variados como duración, frecuencia, etc.).
Las EV pueden categorizarse de acuerdo a: 
- Duración.
- Periodicidad.
- Mecanismo.
- Ligadura.
- Frecuencia.
- Morfología.
- Complejidad.

### Duración
AnchasSon aquellas que nacen en la red de Purkinje o miocardio ventricular, teniendo su QRS correspondiente una duración mayor o igual de los 120 ms.
AngostasEstos latidos ectópicos generan QRS con una duración menor de 120 ms debido a su origen en la porción proximal del sistema de conducción, haz de His, parte proximal de rama derecha e izquierda, división anterior y posterior de la rama izquierda. Generalmente tienen imagen de "bloqueo incompleto de rama" o algún grado de hemibloqueo anterior o posterior.

### Periodicidad
Pueden presentar diferentes periodicidades: bigeminia, trigeminia, cuadrigeminia, etc.; y refieren a la secuencia de agrupamiento entre la extrasístole y uno, dos o tres latidos sinusales respectivamente.

### Mecanismo
Reentrada y automatismo gatilladoDonde la extrasístole está acoplada al latido previo que interviene en su génesis.
ParasistólicoPor automatismo protegido, no requiere latido previo por lo que la extrasístole tiene ligadura variable y puede aparecer como escape.

### Ligadura
FijaEV acoplada.
VariableParasistolia.
PrecozLa extrasístole se inicia antes de la terminación de la repolarización ventricular. Pudiendo existir fenómeno de R/T cuando la extrasístole cae en la rama descendente o pico de la onda T previa.
TardíaCuando el latido previo completa la repolarización.

### Frecuencia
Poco frecuentesMenos de 10 /hora
FrecuentesEntre 30 a 60/hora.
Muy frecuentesMás de 60/hora.

### Morfología
Monomorfas, bimorfas y polimorfas

### Complejidad
SimpleExtrasistolia ventricular, monomorfa, sin formas repetitivas, ni fenómeno de R/T.
ComplejaLa extrasístolia exhibe polimorfismo, formas repetitivas (como duplas, taquicardias ventriculares no sostenidas o sostenidas y/o fenómeno de R/T).

## Significación clínica
Las extrasístoles en sí mismas no son predictoras ni indicadoras de trastorno orgánico ya sea cardíaco o de algún otro tipo, por tanto, ante su detección deben hacerse más pruebas para evaluar si existen enfermedades cardiacas o de otro tipo. Desde el punto de vista exclusivamente clínico son un hallazgo y debe ser tomado en cuenta para análisis posteriores. Desde el punto de vista electrocardiográfico son una variante de la normalidad. 
Las extrasístoles pueden ser manifestaciones cardiopáticas, pero también pueden darse en corazones sanos y no es demasiado infrecuente, de ahí la importancia del diagnóstico. En corazones sanos el consumo de drogas de diversa índole (recreacionales o médicas), fundamentalmente cocaína, alcohol,  determinados medicamentos, tabaco, café o té pueden ocasionar extrasístoles, también en determinados estados de ansiedad la somatización cardíaca en este caso extrasistólica es relativamente frecuente. También se han reportado casos de extrasístolia en individuos con afecciones orgánicas de otra índole que no son cardíacas. Dada la etiología tan heterogénea de formación de las extrasístoles es necesario utilizar otros procedimientos diagnósticos a la hora de evaluar la condición clínica de un determinado paciente.

## Pronóstico
En un corazón sano no modifican el pronóstico de vida ni a corto, ni a medio ni a largo plazo. 
Respecto a pacientes con alteración cardíaca orgánica existen evidencias clínicas de que las extrasístoles tomadas como variable independiente son predictoras de muerte en pacientes post-infarto y post cardiopatía isquémica y en insuficiencia cardíaca, sin embargo también existen estudios contradictorios al respecto y en este momento no existe un criterio unificado. Los estudios más recientes, tales como CAST, SWORD (post-IAM), GESICA y el CHF-STAT (con ICC) demuestran que la supresión de la extrasistolia no se asocia necesariamente a una disminución de la mortalidad en pacientes post-IAM ni aquellos con ICC. En cualquier caso toda arritmia en pacientes post-infarto debe vigilarse cuidadosamente. Es responsabilidad exclusiva del médico o cardiólogo el discernir el tratamiento y el seguimiento adecuado del paciente en cada caso.

## Tratamiento
No farmacológico: Reducir excitantes, regular horarios de sueño, ejercicio aeróbico ligero.
Farmacológico: Betabloqueantes, Flecainida, Ansiolíticos.
Quirúrgico: Ablación.